# ユミルカ・ルイス
ユミルカ・ルイス・ルアセス（Yumilka Ruiz Luaces, 女性、1978年5月8日 - ）は、キューバの元バレーボール選手。カマグエイ出身。ポジションはウイングスパイカー。元キューバ代表。

## 来歴
2000年シドニーオリンピックで金メダルを獲得、2004年アテネオリンピックではキャプテンとしてチームを銅メダルに導いた。
2008年北京オリンピック後に現役を引退。同年8月、IOC選手委員に選出された。 任期は2016年までの8年間。
2023年にバレーボール殿堂入り。

## 人物
- 身長179cmと世界レベルでは小柄ながら、卓越した跳躍力を持ち最高到達点は世界トップレベルの329cm。その身体能力から『キューバの鳥人』と呼ばれた。ミレヤ・ルイスの後継者との声も高く『ルイス2世』とも呼ばれた。
- 日本のテレビ局ではミレヤ・ルイスと区別するため、「ルイザ」とカナ表記し通称で呼んでいた。
- 脅威的な高さからスパイクを打ち落とす。日本のメディアはそのスパイクを『レーザービーム』や『垂直落下スパイク』と呼んだ。